# Premis Ondas 2005
Els Premis Ondas 2005 van ser la cinquanta-dosena edició dels Premis Ondas, lliurats el 3 de novembre de 2005 al Gran Teatre del Liceu de Barcelona
Per primera vegada en molts anys, la cerimònia va estrenar presentadors amb Carles Francino i Àngels Barceló, tots dos periodistes recentment incorporats a la Cadena SER. Van actuar The Corrs, Diana Navarro, Coti, Pastora, Il Divo, Antonio Orozco i Lucie Silvas. La gala fou retransmesa per a Espanya per Canal+ en obert i va estar amenitzada per Juan Carlos Ortega.
Prèviament a la gala, al migdia, l'alcalde de Barcelona, Joan Clos, va realitzar el tradicional esmorzar amb tots els premiats al Palauet Albéniz.

## Premis de televisió i cinema
- Millor sèrie espanyola: Hospital Central (Telecinco) i Arrayán (Canal Sur)
- Millor programa d'entreteniment: Operación Triunfo (Telecinco)
- Trajectòria o labor professional més destacada: Mercedes Milá
- Millor programa o millor tractament d'un esdeveniment: Els matins de TV3 (TV3)
- Millor programa de televisió local: 52 (Localia)
- Premi internacional de televisió: Je zal het maar hebben de BNNVARA (Països Baixos).
- Menció especial del jurat: Racconti di vita: Donne in Sospeso de Rai 3 (Itàlia)
- Premi Cinemanía a l'esdeveniment cinematogràfic de l'any: Princesas

## Premis de ràdio
- Millor programa de radio: El suplement (Catalunya Ràdio)
- Millor programa informatiu: Scannerfm.com per la retransmissió del festival Primavera Sound de Barcelona
- Trajectòria o labor professional més destacada: Julio César Iglesias (Radio Nacional de España)
- Premi a la innovació radiofònica: José Ramón de la Morena (Cadena SER)
- Premi internacional de ràdio: La nouvelle cuisine ou comment cuisiner après mai 68 Arxivat 2019-05-03 a Wayback Machine. de Radio France
- Menció especial del jurat: Lives in a landscape – The Base de BBC Radio 4.

### Publicitat en ràdio
- Millor cunya de ràdio: La no colección (Renault)
- Millor equip creatiu de publicitat en ràdio: Juan Nonzioli, Nacho Guilló i Víctor Aguilar (agència Shackleton)
- Millor campanya de ràdio: Deseos d'ONCE (agencia DDB)
- Millor creativitat en patrocini, jingle, esment, promoció, concurs o un altre format original: Pepe Domingo Castaño

## Premis de música
- Millor cançó: Caminando por la vida de Melendi
- Millor àlbum: Pájaros en la cabeza d'Amaral
- Millor artista o grup espanyol: El canto del loco
- Millor artista o grup internacional: Coti
- Premi Especial del Jurat/Millor artista revelació: Diana Navarro
- Menció Especial del Jurat: The Corrs

## Premis iberoamericans de ràdio i televisió
- Millor programa, professional o emissora de ràdio o de televisió: Radio Caracol (Miami pel seguiment informatiu al pas de l'huracà Katrina.